# Діти з готелю «Америка»
Діти з готелю «Америка» (лит. Vaikai iš Amerikos viešbučio) — радянський художній фільм 1990 року, знятий режисером Раймундасом Баніонісом.

## Сюжет
1972 рік, Каунас. Невелика група підлітків потайки слухає радіо Люксембургу. Всі вони живуть в одному будинку, в якому раніше був готель «Америка». Їх безневинною забавою починає цікавитися КДБ. Агенти органів безпеки таємно читають листи дітей, які ті посилають на радіо Люксембургу. За допомогою міліції влади розганяють компанію підлітків...

## У ролях
- Аугустас Шавяліс — Джагер (Джагерюс)
- Габія Ярамінайте — Рина
- Юрга Кащюкайте — Інга
- Роландас Казлас — Шофяричюс (Шофер)
- Раймундас Гайжутіс — Томас
- Гедрюс Чайкаускас — Мажюс
- Гедімінас Карка — дідусь Інгі і Мажюса
- Лінас Паулюс — Фазан

## Знімальна група
- Сценаріст : Мацей Дригас
- Режисер : Раймундас Баніоніс
- Оператор : Йонас Томашевичус
- Композитор : Фаустас Латенас